# 岡田卓也 (俳優)
岡田卓也（おかだたくや、1981年9月29日 - ）は、日本の俳優。埼玉県出身。身長183cm。The Lee Strasberg Theatre and Film Institute - New York 卒業。クォータートーン所属。

## 出演作品

### テレビドラマ
- NHKスペシャル『感染爆発〜パンデミック・フルー』（2008年1月12日、NHK）
- モリのアサガオ（2010年10月-12月、テレビ東京）
- チーム・バチスタ3 アリアドネの弾丸（2011年7月 - 9月、関西テレビ）
- 宮部みゆき・4週連続　“極上”ミステリー 第1夜 理由 （2012年5月7日、TBS）
- 水曜ミステリー9『鑑識特捜班・九条礼子〜骨を知る女〜2』（2012年10月3日、テレビ東京）
- 月曜ゴールデン特別企画 ダブルフェイス 潜入捜査編（2012年10月15日、TBS）
- ダブルフェイス 偽装警察編（2012年10月27日、WOWOW）
- MOZU Season2〜幻の翼〜（2014年6月 - 7月、WOWOW/10月 - 11月、TBS）
- ディアスポリス 異邦警察 （2016年6月、MBS / TBS系）
- 連続ドラマW「北斗 -ある殺人者の回心-」（2017年3月、WOWOW）- 近藤綾子の主治医 役
- 脳にスマホが埋められた!（2017年9月、日本テレビ）
- テミスの剣（2017年9月27日、テレビ東京）
- 白日の鴉（2018年1月11日、テレビ朝日）
- オー・マイ・ジャンプ! 〜少年ジャンプが地球を救う〜（2018年1月、テレビ東京）
- 連続ドラマW「監査役野崎修平」（2018年1月、WOWOW）
- 相棒 season17（2018年、テレビ朝日）
- コールドケース2 〜真実の扉〜 （2018年、WOWOW）
- 孤高のメス（2019年、WOWOW）
- 白い濁流（2021年、NHK BSプレミアム）
- 正体（2022年、WOWOW）
- 連続テレビ小説 ちむどんどん（2022年、NHK）
- 連続ドラマW「完全無罪」（2024年、WOWOW）

### 映画
- ラ ブレア
- ウェディング ダンサー
- デッド ドール
- ロシアンガール
- 蟹工船（2009年）
- サヨナライツカ（2010年）
- Fukushima 50（2020年3月6日公開、松竹、KADOKAWA）
- 鋼の錬金術師 完結編 復讐者スカー（2022年5月20日、ワーナー・ブラザース映画）
- スマホを落としただけなのに 〜最終章〜 ファイナル ハッキング ゲーム（2024年11月1日、東宝）

### 舞台
- ベケット3プレイ
- ザ スリーペニーオペラ
- ザ シークレットガーデン
- ライ オブ ザ マインド
- エンジェルス イン アメリカ
- ゴールデン ボーイ
- ザ ウッズ
- 千一夜物語（2006年）
- TAKE FIVE2（2016年5月4日 - 25日、赤坂ACTシアター）

### CM
- WILLCOM（2007年）